# Gène Gerards
Eugène Marie (Gène) Gerards (Brunssum, 7 mei 1940 – Elia (Kreta), 2 januari 2018) was een Nederlands voetballer, voetbaltrainer en scout. Als voetballer speelde hij voor de Limburgse clubs SV Limburgia en Fortuna '54. Hij heeft als trainer voornamelijk carrière gemaakt in Griekenland, waar hij jarenlang OFI Kreta leidde.

## Voetballoopbaan
Gerards is een zoon van Joep Gerards (1906–1986), die in de jaren twintig en dertig voor verschillende Limburgse clubs op het hoogste niveau voetbalde en van 1946 tot 1973 voorzitter was van SV Limburgia. Zijn broer Jo Gerards was trainer in het amateurvoetbal en scout van Limburgia.
Gène Gerards kwam vanaf 1957 als verdediger en spits voor achtereenvolgens SV Limburgia, Fortuna '54 (vanaf 1963) en opnieuw SV Limburgia (vanaf 1967) uit. In 1971 keerde Gerards met SV Limburgia terug naar de amateurs en in 1974 besloot Gerards zijn loopbaan als voetballer. In zijn laatste jaar liep SV Limburgia de landstitel bij de zondagamateurs mis door de kampioenswedstrijd tegen Elinkwijk te verliezen. Gerards maakte deel uit van het Nederlands militair elftal en speelde in Jong Oranje. In september 1964 werd hij door bondscoach Denis Neville uitgenodigd voor een selectiewedstrijd voor het Nederlands elftal, maar hij werd niet uitgenodigd voor de definitieve selectie.

## Carrièrestatistieken
| Seizoen         | Club            | Land            | Competitie       | Competitie | Competitie | Beker | Beker | Internationaal | Internationaal | Overig | Overig | Totaal | Totaal |
| Seizoen         | Club            | Land            | Competitie       | Wed.       | Dlp.       | Wed.  | Dlp.  | Wed.           | Dlp.           | Wed.   | Dlp.   | Wed.   | Dlp.   |
| --------------- | --------------- | --------------- | ---------------- | ---------- | ---------- | ----- | ----- | -------------- | -------------- | ------ | ------ | ------ | ------ |
| 1957/58         | Limburgia       | Nederland       | Eerste divisie B | –          | 4          | –     | 1     | 0              | 0              | 0      | 0      | –      | 5      |
| 1958/59         | Limburgia       | Nederland       | Eerste divisie A | –          | 7          | –     | –     | 0              | 0              | 0      | 0      | –      | 7      |
| 1959/60         | Limburgia       | Nederland       | Eerste divisie B | –          | 4          | –     | –     | 0              | 0              | 0      | 0      | –      | 4      |
| 1960/61         | Limburgia       | Nederland       | Eerste divisie A | –          | 3          | –     | 0     | 0              | 0              | 0      | 0      | –      | 3      |
| 1961/62         | Limburgia       | Nederland       | Eerste divisie B | –          | 20         | –     | 0     | 0              | 0              | 0      | 0      | –      | 20     |
| 1962/63         | Limburgia       | Nederland       | Eerste divisie   | –          | 10         | 1     | 1     | 0              | 0              | 0      | 0      | –      | 11     |
| 1963/64         | Fortuna '54     | Nederland       | Eredivisie       | –          | 6          | –     | 0     | 0              | 0              | 0      | 0      | –      | 5      |
| 1964/65         | Fortuna '54     | Nederland       | Eredivisie       | –          | 2          | –     | 0     | 1              | 0              | 0      | 0      | –      | 2      |
| 1965/66         | Fortuna '54     | Nederland       | Eredivisie       | –          | 2          | –     | 0     | 0              | 0              | 0      | 0      | –      | 2      |
| 1966/67         | Fortuna '54     | Nederland       | Eredivisie       | –          | 5          | –     | 0     | 0              | 0              | 0      | 0      | –      | 5      |
| 1967/68         | Limburgia       | Nederland       | Tweede divisie   | –          | 3          | –     | 0     | 0              | 0              | 0      | 0      | –      | 3      |
| 1968/69         | Limburgia       | Nederland       | Tweede divisie   | –          | 1          | –     | 0     | 0              | 0              | 0      | 0      | –      | 1      |
| 1969/70         | Limburgia       | Nederland       | Tweede divisie   | –          | 1          | 1     | 1     | 0              | 0              | 0      | 0      | –      | 2      |
| 1970/71         | Limburgia       | Nederland       | Tweede divisie   | –          | 2          | –     | 0     | 0              | 0              | 0      | 0      | –      | 2      |
| Carrière totaal | Carrière totaal | Carrière totaal | Carrière totaal  | –          | 70         | –     | 2     | 1              | 0              | 0      | 0      | –      | 72     |

## Trainersloopbaan

### Roda JC
Vanaf 1970 haalde Gerards via de Sporthochschule in Keulen verschillende Duitse voetbaldiploma's. In 1974 slaagde hij voor het hoogste Duitse trainersdiploma ("Fussballehrer"). Hij werkte op dat moment tevens als gemeenteambtenaar bij de gemeente Brunssum. Direct na afsluiten van zijn actieve voetballoopbaan tekende hij in mei 1974 in Kerkrade een contract als assistent-trainer bij Roda JC. Hij had er onder andere het beloftenteam onder zijn hoede. Gerards diende achtereenvolgens onder hoofdtrainers Bert Jacobs (1974–1980), Piet de Visser (1980–1983), Hans Eijkenbroek (1983–1984) en Frans Körver (1984–1985) bij de club uit Kerkrade. Toen Hans Eijkenbroek in november 1984 ontslagen werd als hoofdtrainer, was Gerards (als ad-interim) drie wedstrijden hoofdcoach van Roda JC. Daarna werd Frans Körver binnengehaald en werkte Gerards de rest van het seizoen 1984–1985 als assistent-trainer onder Körver.

### OFI Kreta
Gerards begon in het seizoen 1985–1986 aan zijn eerste baan als hoofdtrainer. De ambitieuze Griekse voetbalclub OFI Kreta, afkomstig uit Iraklion op Kreta, haalde Gerards binnen. De club was enkele jaren daarvoor gekocht door de rijke Griekse familie Vardinogiannis die ook grote belangen had in het Atheense Panathinaikos.
Bij OFI Kreta zette Gène Gerards een record in de geschiedenisboeken van de club en het Griekse voetbal. Gekomen in de zomer van 1985 bleef Gerards vijftien jaar bij de club. OFI werd in 1986 tweede in de Alpha Ethniki, op vijf punten van de landskampioen Panathinaikos FC). Gerards maakte van OFI een grote concurrent voor de Griekse grootmachten van het vasteland: Panathinaikos FC, AEK Athene, Olympiakos Piraeus en PAOK Saloniki. In 1987 werd de eerste en enige grote prijs gewonnen: de Griekse beker. In 1990 behaalde OFI wederom de finale van de Griekse beker, maar wist deze niet te winnen. In de vijftien jaar van Gerards bij OFI kwalificeerde de club zich zes keer voor Europees voetbal. Twee keer wist het de achtste finale te halen.
In zijn periode als trainer bij de Griekse club had hij verschillende spelers in zijn selectie die later de stap maakten naar een grotere Europese club. Zo had hij onder andere Nikos Machlas, Kostas Konstantinidis, Alexis Alexoudis, Dănuț Lupu, Yannis Anastasiou, Mahamadou Diarra, Kostas Kiassos en Georgios Samaras onder zijn hoede.
Het seizoen 1999–2000 was het laatste seizoen van Gerards als trainer bij OFI. Hij werd uitgebreid gehuldigd voor de bewezen diensten bij OFI en vervolgde zijn carrière bij de club als adviseur en scout. In november 2000 werd hij plotseling uit die functies ontslagen, omdat de clubleiding vond dat zijn aanwezigheid een probleem was voor de nieuwe trainer.

### Laatste jaren
In januari 2001 kreeg Gerards weer een baan aangeboden in het Griekse voetbal. Hij werd technisch directeur bij AEK Athene voor de rest van het seizoen. APOEL Nicosia wist de Limburger te bewegen om weer op het veld te staan en hij werd in zijn eerste seizoen als hoofdtrainer op Cyprus direct landskampioen.
In december 2002 stapte Gerards op en vertrok naar Iraklis Saloniki. Bij Iraklis hield hij het ook niet lang vol en werd in november 2003 ontslagen. Op 63-jarige leeftijd besloot hij definitief te stoppen als hoofdtrainer bij een voetbalclub.
Hierna organiseerde Gène Gerards regelmatig voetbalkampen in Griekenland en was hij scout voor AEK Athene. In 2010 was hij trainer van Panachaiki GE, dat uitkwam op het derde Griekse niveau.

### Statistieken
| Periode   | Club             | Land        | Competitie    | Functie                                              |
| --------- | ---------------- | ----------- | ------------- | ---------------------------------------------------- |
| 1974–1985 | Roda JC          | Nederland   | Eredivisie    | assistent trainer (1 wedstrijd interim hoofdtrainer) |
| 1985–2000 | OFI Kreta        | Griekenland | Alpha Ethniki | hoofdtrainer                                         |
| 2000–2001 | OFI Kreta        | Griekenland | Alpha Ethniki | adviseur/scout                                       |
| 2000–2001 | AEK Athene       | Griekenland | Alpha Ethniki | technisch directeur                                  |
| 2001–2002 | APOEL Nicosia    | Cyprus      | A Divizion    | hoofdtrainer                                         |
| 2002–2003 | APOEL Nicosia    | Cyprus      | A Divizion    | hoofdtrainer                                         |
|           | Iraklis Saloniki | Griekenland | Alpha Ethniki | hoofdtrainer                                         |
| 2003–2004 | Iraklis Saloniki | Griekenland | Alpha Ethniki | hoofdtrainer                                         |
| 2004–2009 | AEK Athene       | Griekenland | Super League  | technisch adviseur/ scout                            |
| 2010      | Panachaiki       | Griekenland | Gamma Ethniki | hoofdtrainer                                         |

## Privéleven
Gerards leidde de laatste jaren van zijn leven een teruggetrokken leven in het plaatsje Elia, in de buurt van Iraklion op Kreta. In 2005 was de hersenziekte Progressieve supranucleaire parese (PSP) bij hem vastgesteld. Op 20 november 2017 werd door OFI Kreta een benefietwedstrijd ter ere van de op dat moment zwaar zieke Gerards georganiseerd.
Eugène "Gène" Gerards overleed begin 2018 op 77-jarige leeftijd.